# Waldalgesheim
Waldalgesheim est une municipalité de la Verbandsgemeinde Rhein-Nahe, dans l'arrondissement de Mayence-Bingen, en Rhénanie-Palatinat, dans l'ouest de l'Allemagne.

## Jumelage
- Ratten, district de Weiz, Styrie, Autriche

## Références

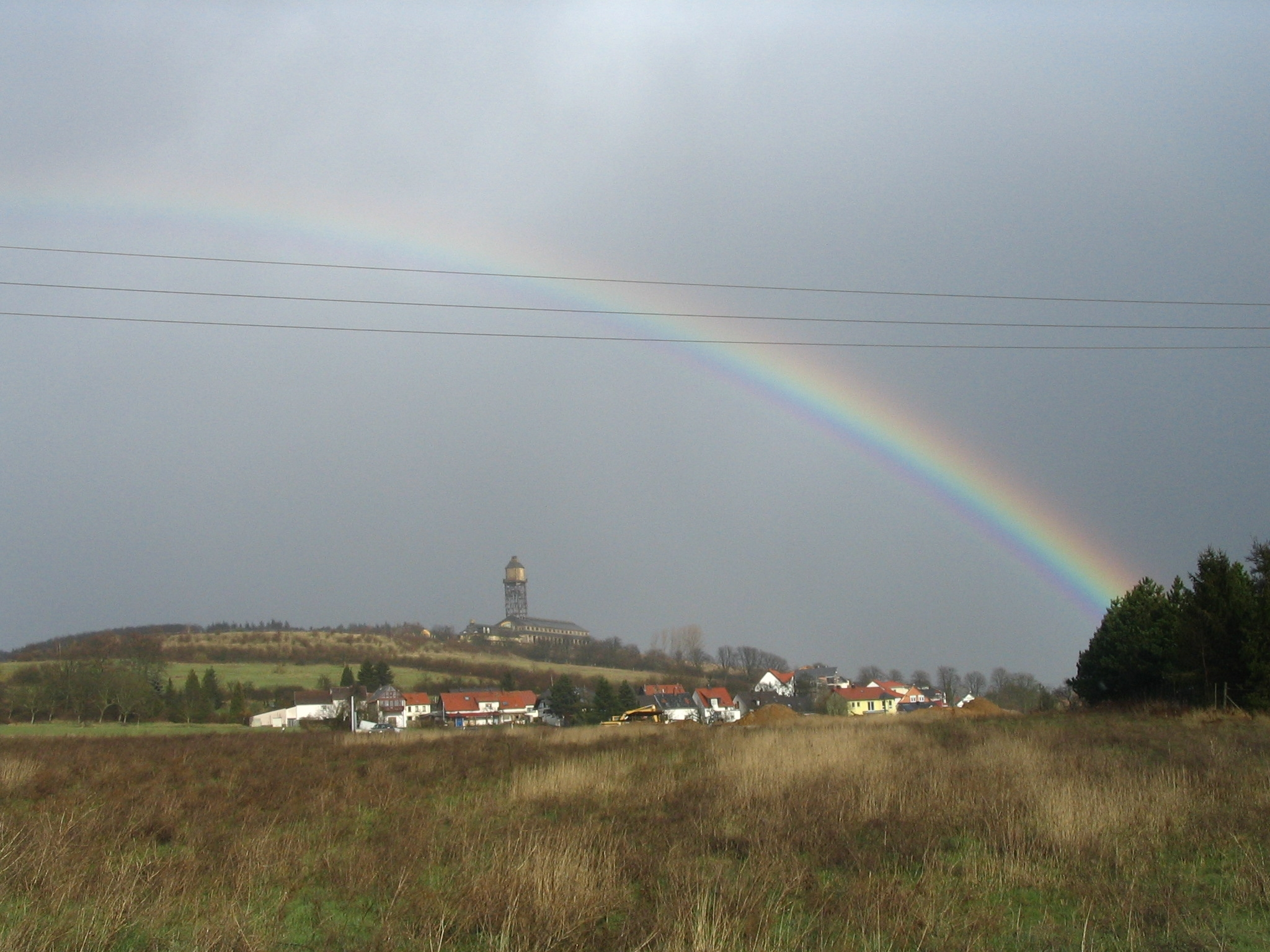
Vue sur Waldalgesheim
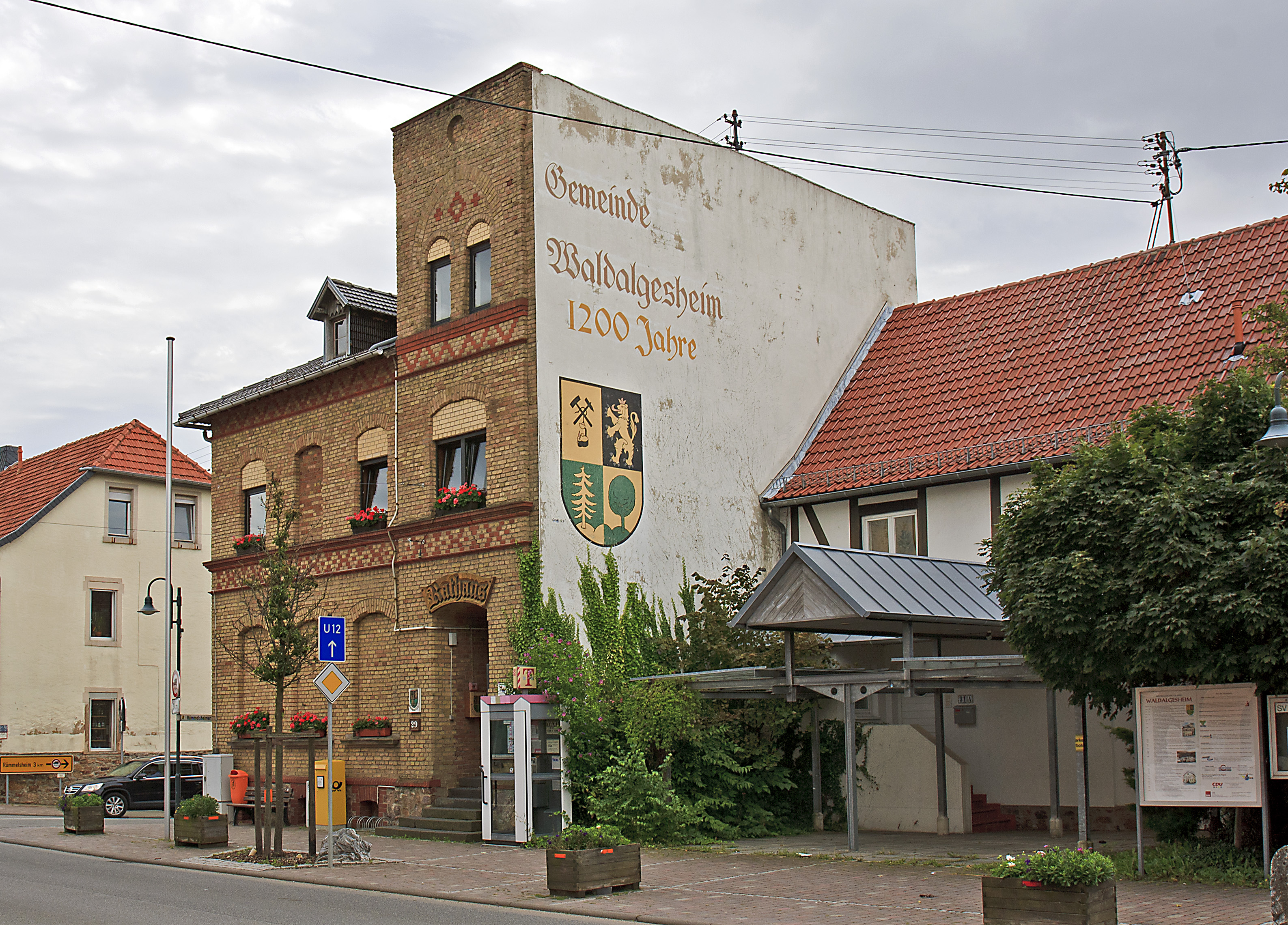
Mairie de Waldalgesheim
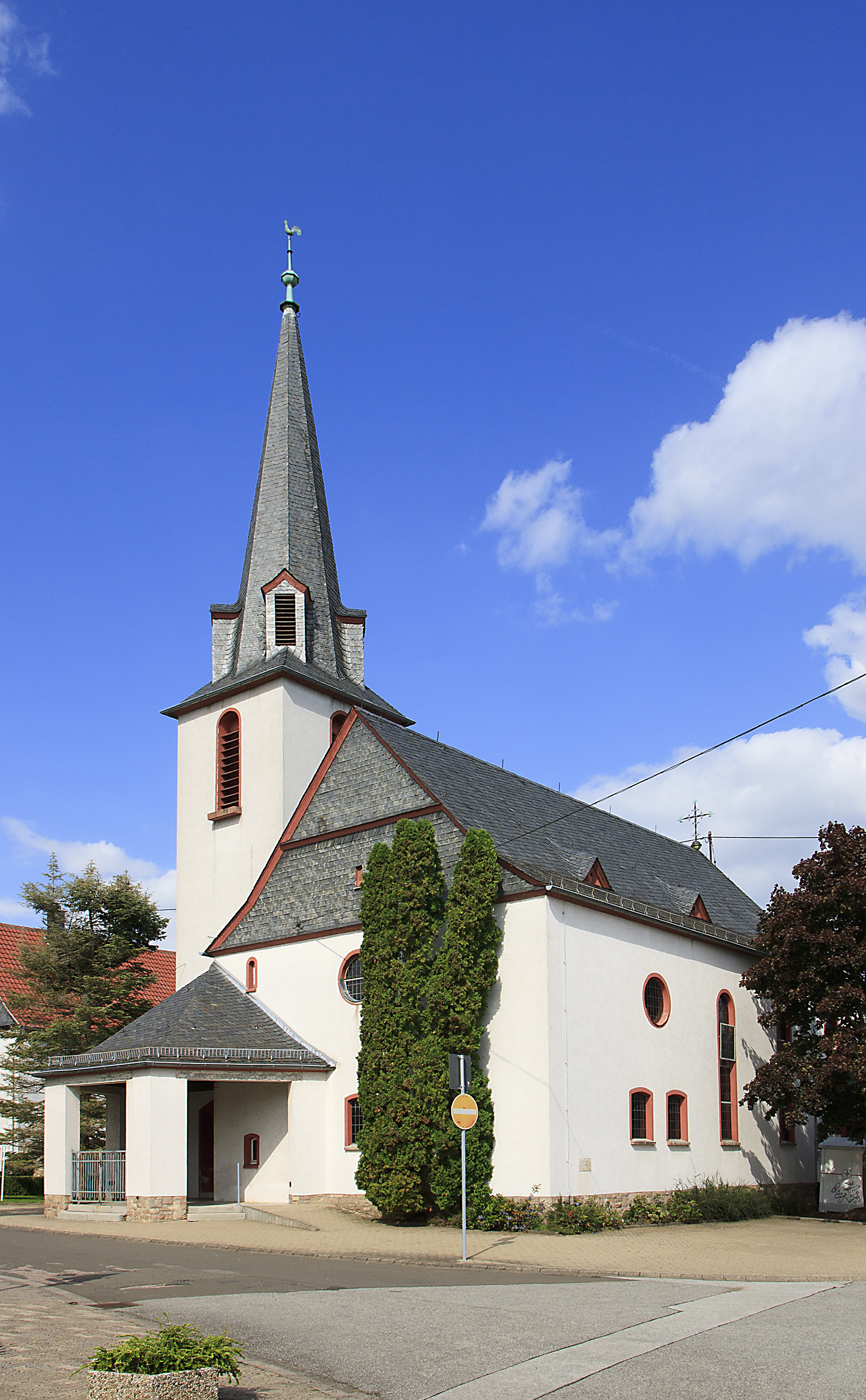
Église évangélique
Localisation de Waldalgesheim dans la Verbandsgemeide et dans l'arrondissement